# Картечница „Максим“
Картечницата „Максим“ е първата преносима автоматична картечница. Изобретена е от американско-британския инженер сър Хайръм Стивънс Максим през 1884 г..

## Функционалност
Механизмът на картечницата „Максим“ използва енергията на отката, за да изхвърли всяка изстреляна гилза и да постави нов патрон. Тази функция го направи много по-ефективен и по-малко зависим от ръчни действия в сравнение с предишните картечници като Gatling и Gardner, които са проектирани на напълно различни принципи, използвайки манивели и многоцевни системи.
Тестовете показват, че „Максим“ може да стреля с 600 изстрела в минута, което е еквивалентно на огневата мощ на около 30 съвременни пушки с болтово действие. В сравнение със съвременните картечници, „Максим“ е тежък, обемист и сложен, изисква няколко мъже да го преместят или променят позицията му. Въпреки че е необходим само един човек, за да стреля с картечницата, тя обикновено се управлява от малък екип от хора. Системата за охлаждане на оръжието изисква постоянен приток на вода, за да продължи да стреля непрекъснато.

## Компания
Максим основава Maxim Gun Company, финансирана предимно от Албърт Викерс, син на стоманения бизнесмен Едуард Викерс. Указателна табела може да се намери във фабриката, където Максим е изобретил и произвел своята картечница, разположена на кръстовището на Хатън Гардън и Клеркенуел роуд.
Албърт Викерс става мениджър на компанията. Тя по-късно се слива с шведския конкурент Торстен Норденфелт, давайки началото на Максим – Норденфелт. Лондонският указател на пощенските компании от 1895 г. показва на страница 1579, че офисът на Maxim-Nordenfelt Guns and Ammunition Company Ltd. се намира на „Виктория стрийт“ № 32 (Лондон).
В крайна сметка компанията е погълната от Vickers, което води до появата на картечницата Maxim-Vickers и след това, след редизайн от компанията Vickers на Едуард Викерс, картечницата Vickers.

## История

### Развитие
Първите патенти на Максим, свързани с разработването на картечницата, са регистрирани през юни и юли 1883 г. Първият прототип е показан на група гости през октомври 1884 г.

### Заетост в колониалните войни
Хирам Максим дава на Хенри Мортън Стенли прототип на своята картечница, която е използвана по време на спасителната експедиция на Емин паша през 1886 – 1890 г. От военна гледна точка това е симулация на война.
Първата единица в света, която използва картечница „Максим“, е Сингапурският доброволчески корпус през 1889 г. Това е доброволческа част за гражданска защита на тогавашната британска колония, сега независима държава.
Първото използване на картечница „Максим“ от британските колониални сили се състои по време на Първата война на Матабеле, през 1893 – 1894 г. В една битка 50 войници удържат 5000 воини само с четири картечници „Максим“. Картечницата играе важна роля в бързата европейска колонизация на Африка в края на XIX век. Нейната изключителна поразяваща способност е използвана с опустошителни ефекти срещу остарели тактики за фронтална атака, особено когато местните жители участват в битка на открито. Значението и разрушителната сила на „Максим“ в колониалните войни е преувеличена от популярната легенда. Съвременните исторически записи предполагат, че докато оръжието е било ефективно в битки на открито, като тези от войната в Матабеле или битката при Омдурман, важността му се дължи както на психологическо, така и на физическо въздействие.
Версия с голям калибър на Maxim, изстрелваща 37-mm снаряд, е построена от Maxim-Nordenfelt. По време на Втората бурска война той е бил известен като картечница Pom-Pom заради звука, който издава, и е бил използван и от двете страни. Картечницата „Максим“ е използвана и по време на Англо-арийската война от 1901 – 1902 г.

## Постепенно приемане от европейските армии
Компанията на Максим първоначално има проблеми да убеди европейските правителства в ефективността на оръжието. Войниците като цяло изразяват голямо недоверие към картечниците поради склонността им да блокират по време на битка, причинявайки жертви.
Версията от 1906 г. на книгата „Малки войни“ гласи, че картечницата Maxim е значително по-надеждна от другите картечници от онова време, ключов проблем при картечниците преди 1900 г. На страница 440 авторът заявява: „Старите модели като цяло не са надеждни... Те бяха блокирани в Улунди, в Догали, в Абу Клеа и Тофрек, в някои случаи с неприятни последици.".
Картечницата „Максим“ е много по-надеждна от предишните картечници с манивела, но недоверието в картечниците е дълбоко вкоренено и забавя пускането в експлоатация.
Друг проблем от практическо естество е, че първоначално позицията на картечницата се издава от облаците черен дим, образувани от непрекъснатата ѝ стрелба. Което кара националните и военни власти да се съмняват относно приемането на оръжието. Появата на бездимен барут (разработен от Худсъх Максим, брат на Хайръм, както и много други) решава този проблем.
Оръжието е прието от британската армия под ръководството на сър Гарнет Уолсли, който е назначен за главнокомандващ през 1888 г. През октомври същата година той поръчва 120 14,7-mm картечници Maxim, които използват същите боеприпаси като пушките на Британската армия, Martini-Henry (.577/450 Martini-Henry).
Уолсли преди това е ръководил военни набези в Африка (войната на Ашанти и експедицията за подкрепа на Гордън от 1884 – 1885 г.), както и с репутацията на пламенен поддръжник на военните иновации и реформи, което е демонстрирано в Африка, където в допълнение към използването картечници и тествайки други нетрадиционни идеи, той създава Египетския камилски корпус.
Картечницата е закупена от няколко европейски страни, с което започва технологична и въоръжаваща надпревара. „Максим“ за пръв път се използва широко по време на Руско-японската война, в която картечниците се използват в големи количества от двете страни.

## Първата световна война (1914 – 1918)
До началото на Първата световна война няколко армии са приели подобрени картечници. Британският „Викерс“ е подобрен и преработен „Максим“, въведен в британската армия през 1912 г. и служи до 1968 г. Произведен е в Крайфорд, Кент, където някои модели са монтирани на борда на първите биплани, построени там. Германският Maschinegewehr 08 и руският Пулемьот „Максим“ M1910 са в по-голяма или по-малка степен преки копия на „Максим“.
Картечницата е използвана и по време на Гражданската война в Русия, последвала болшевишката революция от 1917 г. Снимка от този период показва картечница „Максим“, монтирана на тачанка, теглена от коне каруца, от която картечарът открива огън по полк на Бялата армия, който я преследва. В някои екземпляри от реал-социалистическата пропаганда Владимир Ленин е изобразен да стреля с автомата, което е много малко вероятно. Анархистите приписват изобретяването на това мобилно устройство на Нестор Махно.

### Цитирани източници
- McCallum, Iain. Blood Brothers: Hiram and Hudson Maxim: Pioneers of Modern Warfare.   Лондон, Greenhill Books, 2006. p. 320. (на английски)
- Callwell, Charles Edward. Small Wars: A Tactical Textbook for Imperial Soldiers.   Лондон, Greenhill Books, Lionel Leventha, 1990. ISBN 1853670715, ISBN 9781853670718. p. 559. (на английски)

|  | Тази страница частично или изцяло представлява превод на страницата Ametralladora Maxim в Уикипедия на испански. Оригиналният текст, както и този превод, са защитени от Лиценза „Криейтив Комънс – Признание – Споделяне на споделеното“, а за съдържание, създадено преди юни 2009 година – от Лиценза за свободна документация на ГНУ. Прегледайте историята на редакциите на оригиналната страница, както и на преводната страница, за да видите списъка на съавторите. ВАЖНО: Този шаблон се отнася единствено до авторските права върху съдържанието на статията. Добавянето му не отменя изискването да се посочват конкретни източници на твърденията, които да бъдат благонадеждни. |